# НР-23
НР-23 е съветско 23-мм авиационно оръдие, разработено на базата на авиационното оръдие НС-23 и става от своя страна база за по-мощното 30-мм НР-30.
Носи обозначение, произлизащо от името на неговите конструктори А. Е. Нуделман и А. А. Рихтер (Нуделман, Рихтер – 23 мм). В серийно производство е от 1948 до 1956 г. Произведени са около 50 000 броя.
- Принцип на работа на автоматиката: откат на подвижните части – цев, цевна кутия и масивен затвор.
- Захранване: лентово с ляво/дясно подаване на патроните.
- Презареждане: електро – пневматично; дистанционно – 50 атм.

Оръдието НР-23 се произвежда по лиценз в КНР и носи обозначението Norinco Type 23. Влиза в състава на въоръжението на китайските изтребители J-5, J-6, щурмовите самолети Q-5 и бомбардировачите H-6.

## Основни ТТ данни
- Калибър 23 мм;
- тегло – 39 кг;
- скорострелност 800 – 950 изстр/мин.
- Обща дължина – 2048 мм, широчина – 165 мм. височина – 136 мм; дължина на цевта – 1450 мм;
- Начална скорост на снаряда – 680 м/сек.;
- Боеприпаси: БЗ (бронебойно запалителен); ОФЗ (осколочно фугасен запалителен); ОЗТ (осколочно запалителен, трасиращ).